# 沓掛時次郎 (橋幸夫の曲)
『沓掛時次郎』（くつかけときじろう）は、1961年7月5日にビクターレコードより発売された橋幸夫の10枚目のシングルである（VS-534）。

## 概要
- 橋の3作めのシングル「おけさ唄えば」の映画化で、橋が市川雷蔵と共演したことが、楽曲制作のきっかけとなった。雷蔵が一回り若い少年橋を気に入ったこともあり、「雷蔵主演で『沓掛時次郎』を撮るから。主題歌を歌って欲しい」と大映側からの依頼があった[2]。
- これを受け、佐伯孝夫作詞、吉田正作曲で、楽曲が作られた。
- 浅間も含めた「信州物」は、佐伯の十八番の一つで「時代小説を読むような股旅物」に仕上がっており、吉田はこの手の楽曲については「時代小説を読むようなスピード」で創作していった[3]と夫人が回想している。
- 吉田は本楽曲について「いささかむつかしい起伏に富んだ曲だが、巧味を増した橋君の成果がこの曲でははっきりと見られた」と評している[4]。
- 橋の初期の股旅物では人気曲で、股旅関係のベストアルバムにはほとんど収録されている。
- c/wの「浮名の渡り鳥」も本作同様、映画「沓掛時次郎」の主題歌である。
- 楽曲の振付は、橋の踊りの師匠である花柳啓之で、ジャケットに踊り方が図示されている。
- 1961年に年間で25万枚を売り上げ、ビクターの年間ヒット賞を受賞した[5]。

## 収録曲
1. 沓掛時次郎
作詞：佐伯孝夫、作・編曲：吉田正
2. 浮名の渡り鳥
作詞：佐伯孝夫、作・編曲：吉田正

## 収録アルバム
- 『橋幸夫ベストヒット』（2015年7月10日）BHST153
- 『吉田正作品集／橋幸夫』（2004.05.21）VICL-61403
- 『橋幸夫全曲集 』（2003年11月26日）VICL-61251.
- 『元祖、股旅ここにあり！』（2001年11月21日） VICL-60817
- 『橋幸夫 全曲集』（1999年10月21日）VICL-60474
- 『＜TWIN BEST＞』（1998年11月6日）VICL-41033～4
- 『＜BEST ONE＞』（1996年10月23日）VICL-816
- 『橋幸夫／股旅～ベスト・オブ・ベスト』（1994年10月26日）VICT-15078
- 『橋幸夫／豪華版全曲集』 [2CD]　1992年10月28日　VICL-40059～60
- 『橋幸夫全曲集』（1993年10月27日）VICL-453
- 『股旅演歌ベスト＜潮来笠から子連れ狼まで＞』（1986年5月21日）　VDR-1195
- 『颯爽!橋幸夫 股旅名曲集』オリジナル発売日：1972.07.01（2005年3月9日）＜COLEZO！＞復刻版 VICL-41192

.......他、「浮名の渡り鳥」は従来CD音源がなかったが、『橋幸夫ベスト100+カラオケ15』 [2015/10/28発売]に初収録された。

## その他（映画での歌唱）
- 映画での歌唱は、映画用に別に吹き込まれたもので、歌詞も2番の一部が、3番は映画の内容に沿った内容となって、リリースされたシングルと異なっている。

## 関連事項
- 映画「沓掛時次郎」
（橋は主題歌のみで、映画には出演していない）